# Sadovo (huyện)
Sadovo là một huyện thuộc tỉnh Plovdiv, Bungaria. Dân số thời điểm năm 2001 là 16786 người.